# Mons.Arena
Mons.Arena is een multifunctionele overdekte arena in Jemappes, een deelgemeente van de Belgische stad Bergen. De arena heeft een capaciteit van 3.700 personen. Het is de thuisbasis van de basketbalclub Belfius Mons-Hainaut .
In maart 2019 werd de naam veranderd in Diamonte Mons.Arena tot 31 december 2020 wegens sponsorovereenkomsten.